# 昭和幻燈館
昭和幻燈館（昭和幻灯館、しょうわげんとうかん）は、東京都青梅市にある博物館（レトロテーマパーク）。昭和とレトロをテーマとしている。

## 歴史
2005年（平成17年）4月29日に開館した。

## 特色
昭和レトロ商品博物館、青梅赤塚不二夫会館（2020年3月に閉館）に次いで、青梅市の住江町商店街で3館目の展示施設である。館長は横川秀利。昭和の看板だけではなく、猫をテーマとしたグッズが展示されている。
墨絵作家の有田ひろみのガラス絵や、ぬいぐるみ作家の有田ちゃぼのぬいぐるみ作品が展示されている。また、ジオラマ作家の山本高樹による1955年（昭和30年）頃の青梅の街並みを再現したジオラマが展示されている。
展示スペースの他にお土産コーナーが併設されている。

## ジオラマ展示
- 電気キネマ館
- 妖しの見世物小屋
- 隠れ里の温泉
- サムライ商会
- ガード下パラダイス
- 坂の上の遊郭
- 雪国の市
- 冬支度
- 墨東の色町
- 荷風と額縁ショウ
- 凌雲閣の怪人
- 駄菓子屋

## 入場料
- 大人200円、小・中学生100円